# تبدیل‌شوندگان: نیمه تاریک ماه

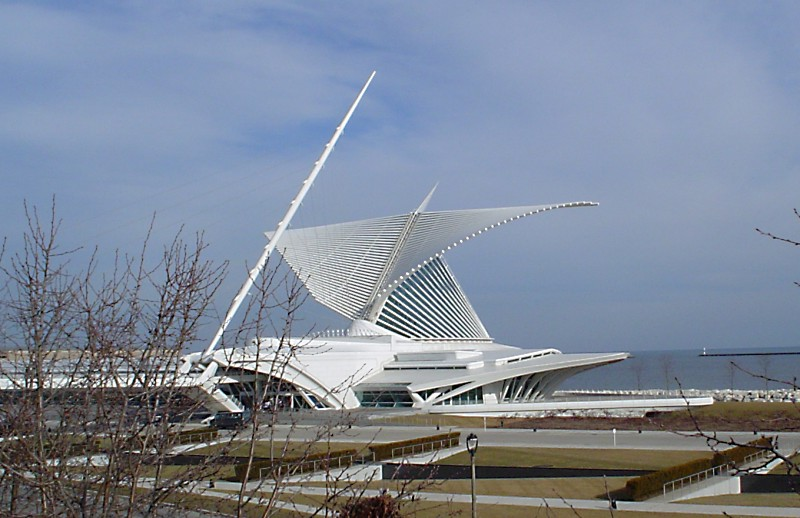
موزه هنر میلواکی، یکی از مکان‌های اصلی فیلمبرداری این فیلم.

تبدیل‌شوندگان: نیمه تاریک ماه یا تبدیل‌شوندگان ۳ (به انگلیسی: Transformers: Dark of the Moon) فیلمی در ژانر اکشن و علمی تخیلی به کارگردانی مایکل بی و محصول سال ۲۰۱۱ ایالات متحده آمریکا است. این فیلم دنبالهٔ انتقام فالن (۲۰۰۹)، و همچنین سومین قسمت از مجموعه فیلم‌های لایو اکشن تبدیل‌شوندگان به‌شمار می‌رود. شایا لباف، جاش دوهامل، جان تورتورو، تایریس گیبسون، رزی هانتینگتون وایتلی، پاتریک دمپسی، کوین دان، جولی وایت، جان مالکوویچ، و فرانسیس مک‌دورمند بازیگران فیلم هستند. نیمه تاریک ماه در ۲۹ ژوئن ۲۰۱۱، در سینماهای سه‌بعدی و دو بعدی آمریکا و جهان، اکران شد.
نیمه تاریک ماه در فروش گیشه موفق بود و ۱٬۱۲۴ میلیارد دلار در سراسر جهان فروش کرد، در حالی که ۱۹۵ میلیون دلار بودجه ساخت آن بوده‌است و رتبهٔ دومین فیلم پرفروش سال ۲۰۱۱ را از آن خود کرد و همچنین پرفروشترین نسخه این مجموعه محسوب می‌شود.

## خلاصه داستان
در دهه 1960، زمانی که رقابت فضایی میان آمریکا و شوروی به اوج رسیده بود، یک رویداد مرموز در فضا توجه آژانس فضایی آمریکا را به خود جلب کرد. یک شیء ناشناس، که بعدها مشخص شد یک سفینه فضایی بیگانه به نام «آرک» است، به دلیل نقص در عملکرد و پس از حمله، در سمت تاریک ماه سقوط کرد. این سفینه حامل تکنولوژی پیشرفته‌ای بود که می‌توانست سرنوشت جنگ میان دو نژاد رباتی سایبرترونی – آتوبات‌ها و دیسپتیکان‌ها – را تغییر دهد. پس از ردیابی این رویداد، ناسا با همکاری دولت آمریکا، پروژه‌ای محرمانه به راه انداخت و با استفاده از مأموریت «آپولو 11»، به‌ظاهر برای فرود بر سطح ماه، در واقع قصد داشت به محل سقوط این سفینه رفته و آن را بررسی کند. فضانوردان آپولو با موفقیت به ماه رفتند، اما آنچه در آنجا یافتند، بخشی از حقیقتی عظیم و پنهان بود که برای دهه‌ها از دید عموم مخفی ماند.
در زمان حال، پس از وقایع قسمت‌های پیشین، آتوبات‌ها همچنان در کنار انسان‌ها برای محافظت از زمین تلاش می‌کنند. آن‌ها در مأموریتی جدید به نیروگاه چرنوبیل در اوکراین اعزام می‌شوند تا منشأ فعالیت مشکوک انرژی سایبرترونی را بررسی کنند. در آنجا با تهدیدی جدید به نام «دریِلِر»، موجودی عظیم و نابودگر، و فرمانده‌اش «شاک‌ویو» روبه‌رو می‌شوند. پس از نبردی سخت، آتوبات‌ها متوجه می‌شوند که این انرژی مربوط به فناوری خاصی از همان سفینه سقوط‌کرده در ماه است. در پی این کشف، تیم آتوبات‌ها به ماه سفر کرده و بقایای «آرک» را پیدا می‌کنند. در میان ویرانه‌های سفینه، رهبر پیشین آن‌ها، «سِنتینل پرایم»، که در وضعیت نیمه‌فعال قرار داشت، شناسایی می‌شود. آن‌ها او را به زمین بازمی‌گردانند و با کمک «ماتریکس رهبری»، جان دوباره‌ای به او می‌بخشند.
اما بازگشت سنتینل به‌جای آنکه امیدی برای پایان جنگ باشد، تهدیدی بزرگ‌تر را رقم می‌زند. او در واقع سال‌ها پیش با مگاترون، رهبر دیسپتیکان‌ها، پیمانی مخفیانه بسته بود. هدف آن‌ها انتقال سیاره سایبرترون به زمین با استفاده از فناوری خاص «پل فضایی» بود تا از منابع زمین برای احیای سیاره نابودشده‌شان استفاده کنند، حتی اگر این به معنای نابودی تمدن انسانی باشد. با خیانت سنتینل، مگاترون و ارتشش به زمین بازمی‌گردند و یک تهاجم عظیم به‌سوی شهر شیکاگو آغاز می‌شود. نیروهای انسانی و آتوبات‌ها که مجبور به عقب‌نشینی می‌شوند، خود را برای آخرین مقابله آماده می‌کنند.
در این نبرد سرنوشت‌ساز، «اُپتیموس پرایم» که از خیانت سنتینل به‌شدت آسیب دیده، با همراهی دوستان قدیمی‌اش، بازمی‌گردد تا جلوی نابودی زمین را بگیرد. او در یک درگیری نفس‌گیر ابتدا مگاترون و سپس سنتینل را شکست می‌دهد. با پایان این نبرد سهمگین، صلح موقت دیگری بر زمین حکم‌فرما می‌شود. با این حال، بقایای این جنگ و فداکاری‌ها، برای همیشه در حافظه بشریت و آتوبات‌ها باقی خواهد ماند.

## جوایز
این فیلم کاندیدای ۳ اسکار (کاندیدای اسکار بهترین تدوین صدا-کاندیدای اسکار بهترین جلوه‌های ویژه-کاندیدای اسکار بهترین صداگذاری) در سال ۲۰۱۲ شد.